# هارد كوربز: الثورة
هارد كوربز:الثورة (بالإنجليزية: Hard Corps: Uprising)‏ ، هي لعبة إلكترونية من نوع أقتل واجري، أنتجت شركة كونامي سنة 2011م، وتتوفر عبر المتجر الإلكتروني للإكس بوكس لايف آركيد وبلاي ستيشن نتورك.

## وصلة خارجية
- Hard Corps: Uprising على موقع غيم فاكس